# Denis Le Grant
Denis Le Grant, död i mars 1352, även känd som Dionysius Magni, var en fransk tonsättare av Ars nova-stilen i medeltidens musik. Han var endast känd för chace Se ie chans, men var väl förknippad med sin tids franska musiker, däribland Johannes de Muris, Philippe de Vitry och troligen Guillaume de Machaut.

## Liv och karriär
Extremt lite är känt om Denis Le Grant. År 1349 är det känt att han var ledare för det franska kungliga kapellet. Någon gång före 1350 var han skattmästare i Saint-Frambourg i Senlis. Han lämnade denna post den 23 december 1350 och var därefter biskop av Senlis. Denis dog i mars 1352. Musikvetarna Richard Hoppin och Suzanne Clercx har identifierat honom med "Dionisius Normannus", som nämns i Musicalis/Scientia-motetten, även om detta är osäkert.
Han nämns i motetten Apollinis/Zodiacum, tillsammans med andra musiker som Johannes de Muris, Philippe de Vitry och Henricus Helene. Denis är känd för att ha varit bekant med Vitry och lånade musik- och astronomiböcker från Muris. Hans musikaliska citat av Guillaume de Machaut tyder på att han också var associerad med honom.

## Musik
Denis är bara känd för en enda komposition, en chace med titeln Se ie chans, som nämns av den franske poeten Gace de la Buigne i hans jaktavhandling Roman des Deduis. Motettens inledning citerar texten till Coument/Se ie chante/Qui prendroit, en Ars antiqua-motett, som också förekommer i Machauts Pour ce que tous mes chans fais.